# Scotophaeoides sinensis
Scotophaeoides sinensis är en spindelart som beskrevs av Schenkel 1963. Scotophaeoides sinensis ingår i släktet Scotophaeoides och familjen plattbuksspindlar. Inga underarter finns listade i Catalogue of Life.